# Hugo Michel

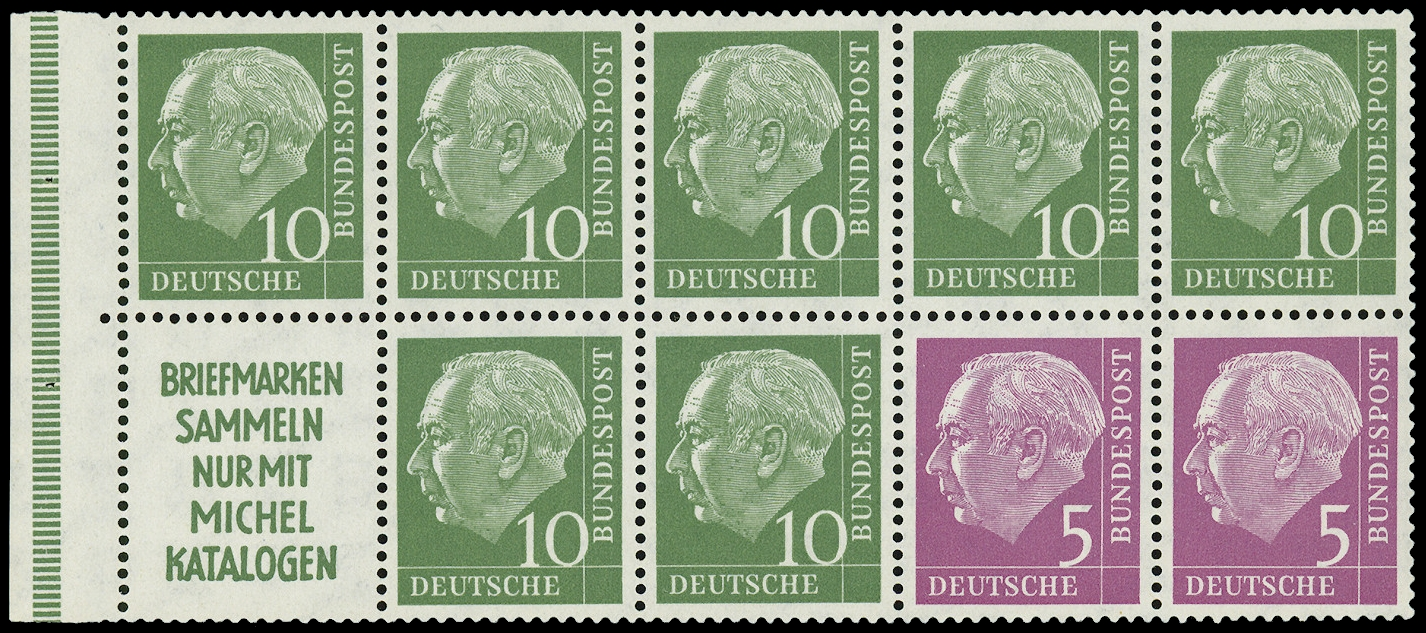
Werbung der Deutschen Bundespost für den Michel-Katalog

Georg Hugo Paul Michel (* 4. April 1866 in Knau; † 9. Juni 1944 in Weimar) war ein thüringischer Sammler, Briefmarkenhändler und Herausgeber des Michel-Briefmarken-Katalogs (heute: Münchner Schwaneberger-Verlag).

## Leben
Michel kam mit sechs Jahren nach Apolda. Sein Vater Heinrich Michel war Bierschröter in der Vereinsbrauerei Apolda. Mit neun Jahren sammelte er seine ersten Briefmarken. Er besuchte die Volksschule, später die W. & L. Zimmermannsche Realschule und begann 1886 eine kaufmännische Lehre bei der Wollwarenfabrik Louis Roh (Vater von Franz Roh). Bereits 1900 bereiste er England, Frankreich, Spanien und Portugal.
In England bekam er von dem später namhaften Philatelisten Paul Kohl erste Anregungen zum Ankauf vom Briefmarken, z. B. im berühmten Briefmarkenhaus Stanley Gibbons. Durch kleine Erfolge ermutigt, gründete er 1892 seine eigene Firma und ließ sie ins Handelsregister eintragen.
Sein Bruder Max wurde schon 1898 als Prokurist geführt. Bruder Richard war noch als Wirkermeister tätig. 1906 eröffnete er eine eigene Briefmarkenhandlung, welche von 1908 an durch Max und Richard Michel unter dem Namen „Gebrüder Michel“ geführt wurde. Es wurden erste Briefmarken-Pakete zur Anlage von Sammlungen angeboten, u. a. auch amerikanische Marken, die in Deutschland nachgedruckt wurden, aus heutiger Sicht vielleicht kein seriöses Vorgehen, da es sich um imitierte Marken handelte.
Bekannt wurde Michel aber durch seinen Ruf als ausgezeichneter Kenner der Philatelie, vor allem durch die Herausgabe von Preislisten und Katalogen. Schon der zur Jahrhundertwende erschienene Katalog hatte einen hohen Qualitätsstandard. Bei der Festsetzung der Preise für den „Senf-Katalog“ wirkte Michel seit 1898 mit.
1909 zog Michel nach Weimar und führte den Briefmarkenhandel von dort weiter. 1910 erschien erstmals ein vollständiger Europa-Katalog. Der Katalog für gebrauchte Marken wurde durch seine Brüder weitergeführt. Während er vor dem Ersten Weltkrieg in der Auflage dem „Senf-Katalog“ noch nachstand, sicherte er sich von 1914 bis 1919 seine Stellung, da der „Senf-Katalog“ nicht mehr erschien. Als Leiter einer Geschosskorbfabrik war er jedoch dienstverpflichtet und konnte nur nachts an seinem Katalog arbeiten.
1919 verkaufte er die Rechte an den Schwaneberger-Verlag (damals noch Leipzig), war bis 1928 aber noch als Autor tätig.
Mit dem „Auktionshaus klassische Briefmarken“ erschloss sich Michel ein weiteres Handelsgebiet – im Februar 1927 fand die erste Auktion im Hotel „Fürstenhof“ in Weimar statt.
Später gab Michel noch die Michel-Nettopreislisten (Mineto) für Deutschland heraus, die aber aus Papiermangel 1943 eingestellt wurden.
Der Schwaneberger-Verlag hat das durch Michel entwickelte System per Lizenz auch auf andere Erzeugnisse übertragen, z. B. Michel-Deutschland-Katalog, Michel-Stempel-Handbuch, Michel-Privatpostkarten-Katalog sowie Michel-Telefonkarten-Katalog.

## Ehrungen

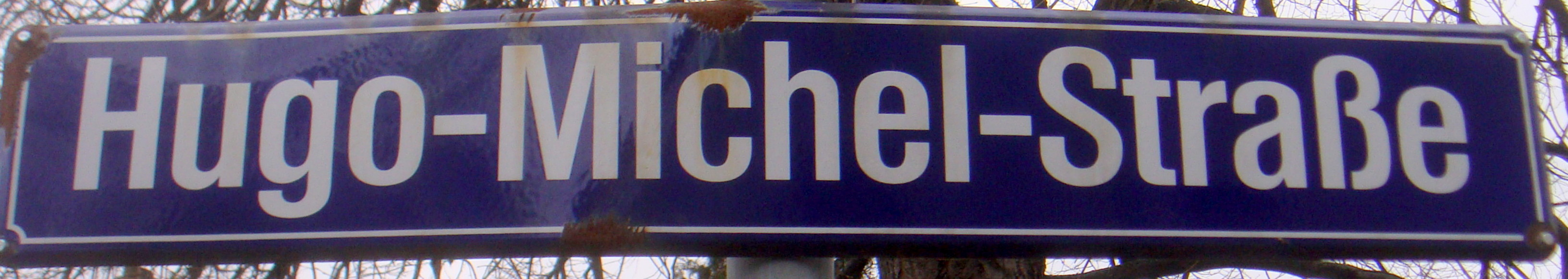
Straßenschild

Nach 1990 widmete der Stadtrat von Apolda die „Straße der Einheit“ ihm zu Ehren in „Hugo-Michel-Straße“ um.